# 谿山琴況
《谿山琴况》亦稱《琴况》，明代古琴家徐上瀛，據崔尊度「清麗而静，和潤而遠」的原則，按照司空圖《二十四詩品》所著，完成于1641年（崇祯十四年），原文刊於《大還閣琴譜》。
“二十四况”是徐上瀛對古琴音樂綜合出的24种品格特质，為：和、静、清、远、古、恬、淡、逸、雅、丽、亮、采、洁、润、圆、坚、宏、细、溜、健、轻、重、迟、速。